# Tûranor PlanetSolar
Tûranor PlanetSolar, também conhecido por PlanetSolar, é um barco movido inteiramente a energia energia solar que foi lançado no dia 31 de março de 2010. Foi construído por Knierim Yachtbau em Kiel, Alemanha, e foi projetado pelo LOMOcean Design, anteriormente conhecido como Craig Loomes Design Group Ltd.. É o maior barco movido a energia solar no mundo.